# MMS
MMS (od engleski Multimedia Messaging Service) je GSM standard, sličnog koncepta kao i SMS standard: omogućavanje trenutačnog (i jednostavnog) slanja poruka s mobilnog telefona.
Velika razlika je u sadržaju poruke. MMS omogućava slanje mnogo veći broj alfanumeričkih znakova te grafiku (.gif i .jpg formati), video (.mpeg4 format) i audio zapise (.mp3, .wav i .mid formati).